# Róg skórny

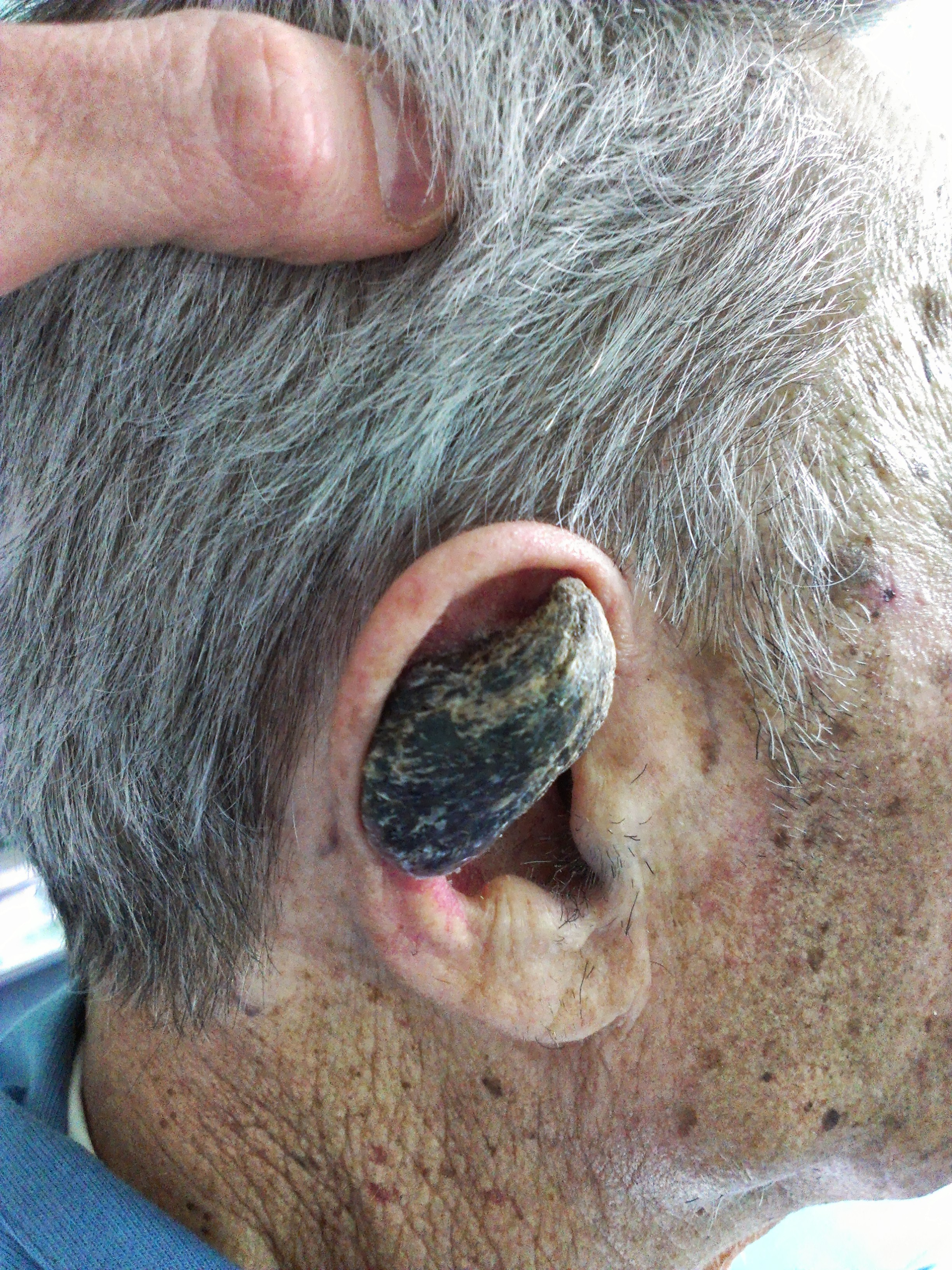
Róg skórny małżowiny usznej.

Róg skórny (łac. cornu cutaneum) - to brodawkowaty rozrost naskórka charakteryzujący się nadmiernym rogowaceniem. Pojawia się najczęściej na skórze u osób starszych, w miejscach eksponowanych na promieniowanie słoneczne. Róg skórny przybiera postać stożkowatego tworu, najczęściej niewielkich rozmiarów. Opisano przypadki dużych kilkunastocentymetrowych zmian przyjmujących poskręcaną formę. Róg skórny ma charakter łagodny. Zmiana traktowana jest jednak jako stan przednowotworowy, zwłaszcza gdy powstaje na podłożu fotodermatozy. Leczeniem z wyboru jest usunięcie chirurgiczne.